# 챗GPT
챗GPT(ChatGPT)는 오픈AI가 개발하고 2022년 11월 30일에 출시한 생성형 인공지능 챗봇이다. GPT-4o와 같은 대형 언어 모델(LLM)과 기타 멀티모달 모델을 사용하여 텍스트, 음성 및 이미지로 사람과 유사한 응답을 생성한다. 웹 검색, 앱 사용, 프로그램 실행과 같은 기능에 접근할 수 있다. 챗GPT는 인공지능(AI) 분야에 대한 투자가 급증하고 대중의 관심이 집중되는 현재의 AI 붐을 가속화한 것으로 평가받는다. 일부 관찰자들은 챗GPT 및 유사 프로그램이 인간 지능을 대체하고, 표절을 조장하며, 오보를 확산시킬 수 있는 잠재력에 대해 우려를 제기했다.
챗GPT는 오픈AI의 독점적인 GPT (언어 모델)(GPT) 모델 시리즈를 기반으로 하며, 지도 학습과 인간 피드백을 통한 강화 학습을 조합하여 대화형 애플리케이션에 맞게 파인 튜닝되었다. 대화의 각 단계에서 연속적인 사용자 프롬프트와 답변은 맥락으로 간주된다. 챗GPT는 무료 연구 프리뷰로 출시되었지만, 인기로 인해 오픈AI는 현재 프리미엄 모델로 서비스를 운영하고 있다. 무료 사용자도 GPT-4o에 접근할 수 있지만 제한된 범위 내에서만 가능하다. 챗GPT 구독 서비스인 "플러스", "프로", "팀", "엔터프라이즈"는 사용 제한을 늘리고 추가 기능이나 모델에 접근할 수 있도록 한다. 프로 플랜 사용자는 남용 방지 장치를 제외하고는 무제한으로 사용할 수 있다.
2023년 1월까지 챗GPT는 출시 두 달 만에 사용자 1억 명을 확보하며 역사상 가장 빠르게 성장하는 소비자 소프트웨어 애플리케이션이 되었다. 챗GPT의 출시는 제미나이, 클로드, 라마, 어니, 그록을 포함한 경쟁 제품의 출시를 촉발했다. 마이크로소프트는 처음에 오픈AI의 GPT-4를 기반으로 하는 코파일럿을 출시했다. 2024년 5월, 애플과 오픈AI 간의 파트너십이 발표되었으며, 챗GPT는 애플 운영 체제의 애플 인텔리전스 기능에 통합되었다. 2025년 5월 현재, 챗GPT 웹사이트는 전 세계적으로 가장 많이 방문한 웹사이트 5위권 안에 든다.

## 훈련
챗GPT는 GPT 파운데이션 모델을 기반으로 하며, GPT-4o, GPT-4.5, o3, o4-mini를 포함한 대화형 지원을 위해 파인 튜닝되었다. 파인 튜닝 과정은 지도 학습과 인간 피드백을 통한 강화 학습(RLHF)을 활용했다. 두 접근 방식 모두 인간 트레이너를 사용하여 모델 성능을 향상시켰다. 지도 학습의 경우, 트레이너는 사용자 역할과 인공지능 비서 역할을 모두 수행했다. 강화 학습 단계에서는 인간 트레이너가 먼저 이전 대화에서 모델이 생성한 응답의 순위를 매겼다. 이 순위는 "보상 모델"을 생성하는 데 사용되었고, 여러 번의 근위 정책 최적화 반복을 통해 모델을 추가로 미세 조정하는 데 사용되었다.
타임지는 유해 콘텐츠(예: 성적 학대, 폭력, 인종 차별, 성 차별)에 대한 안전 시스템을 구축하기 위해 오픈AI가 케냐 노동자들에게 시간당 약 1.32달러에서 2달러를 지급하고 유해 콘텐츠에 레이블을 지정하도록 아웃소싱했다고 보도했다. 이 레이블은 향후 그러한 콘텐츠를 감지하는 모델을 훈련하는 데 사용되었다. 노동자들은 "유해하고" 충격적인 콘텐츠에 노출되었으며, 한 노동자는 이 작업을 "고문"이라고 묘사했다. 오픈AI의 아웃소싱 파트너는 캘리포니아주 샌프란시스코에 본사를 둔 훈련 데이터 회사인 Sama였다.
오픈AI는 챗GPT 사용자로부터 데이터를 수집하여 서비스를 추가로 훈련하고 미세 조정한다. 사용자는 챗GPT로부터 받은 응답에 대해 찬성하거나 반대할 수 있으며, 추가 피드백을 텍스트 필드에 입력할 수 있다.
챗GPT의 훈련 데이터에는 소프트웨어 매뉴얼 페이지, 전자 게시판과 같은 인터넷 현상에 대한 정보, 여러 프로그래밍 언어, 위키백과의 텍스트가 포함된다.

## 기능 및 한계

### 기능

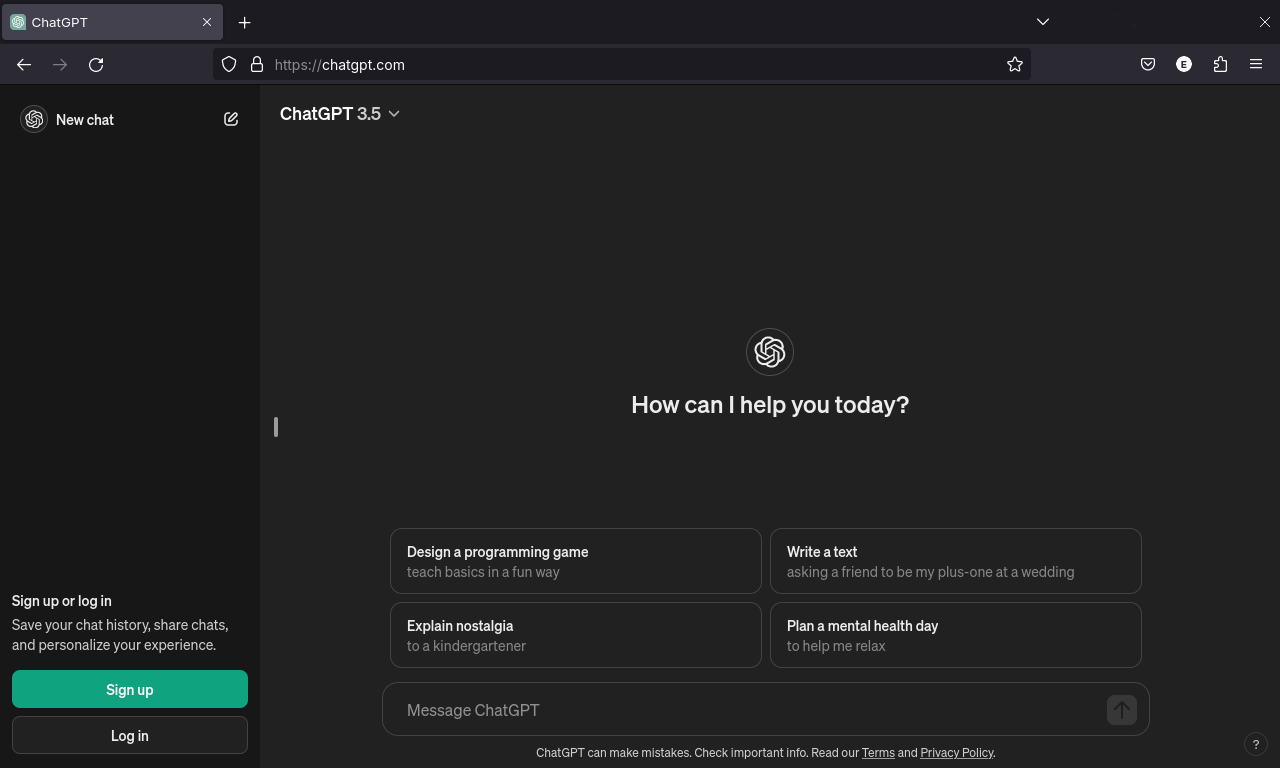
파이어폭스에서 챗GPT 스크린샷

챗GPT는 대규모 언어 모델을 기반으로 한 대화형 챗봇이자 인공지능 비서이다. 컴퓨터 프로그램을 작성하고 디버그할 수 있으며, 음악, 텔레비전 극본, 동화, 학생 에세이를 작곡하고, 시험 질문에 답하고(때로는 시험에 따라 평균 인간 응시자보다 높은 수준으로), 사업 아이디어를 생성하고, 시와 노래 가사를 쓰고, 텍스트를 번역하고 요약하며, 시뮬레이션 리눅스 시스템을 구축하고, 전체 채팅방을 시뮬레이션하거나, 틱택토와 같은 게임을 할 수 있다.
오픈AI는 초기 출시 이후 여러 차례 챗GPT에 기능을 추가했다.
사용자는 텍스트, 오디오 및 이미지 입출력으로 구성된 대화를 통해 챗GPT와 상호 작용한다. 이러한 대화에 대한 사용자의 입력은 프롬프트라고 한다. 사용자는 챗GPT에게 대화의 특정 측면을 기억하도록 명시적으로 지시할 수 있으며, 챗GPT는 이 세부 정보를 향후 대화에서 사용할 수 있다. 챗GPT는 또한 자체적으로 세부 정보를 기억하기로 결정할 수도 있다. 사용자는 메모리 기능을 비활성화할 수도 있다. 챗GPT가 불쾌한 출력을 제공하거나 생성하는 것을 방지하기 위해 쿼리는 오픈AI "Moderation endpoint" API (별도의 GPT 기반 AI)를 통해 필터링된다.
2023년 3월, 오픈AI는 챗GPT에 플러그인 지원을 추가했다. 여기에는 웹 브라우징 및 코드 해석과 같은 오픈AI가 만든 플러그인과 익스피디아, OpenTable, Zapier, 쇼피파이, 슬랙, 울프럼과 같은 개발자의 외부 플러그인이 포함된다.
2024년 10월에는 챗GPT 서치 기능이 도입되어 챗GPT가 웹을 검색하여 (요청 시 또는 질문의 성격에 따라) 더 정확하고 최신 답변을 제공할 수 있게 되었다. 이 기능은 원래 유료 사용자에게만 제공되었지만, 2024년 12월에 모든 로그인 사용자에게, 그리고 최종적으로 2025년 2월에 모든 사용자에게 제공되었다.
2024년 12월, 오픈AI는 사용자가 챗GPT에 전화를 걸어 한 달에 최대 15분 동안 무료로 통화할 수 있는 새로운 기능을 출시했다.

#### 워터마킹
2024년 5월 7일, 오픈AI는 블로그 게시물을 통해 AI 생성 콘텐츠를 식별하기 위한 변조 방지 워터마킹과 같은 도구를 개발 중이라고 발표했다. 8월 4일 업데이트에서 월스트리트 저널의 AI 감지 워터마크 도구 출시 지연 보고서에 따라 오픈AI는 텍스트 출처에 대한 진행 상황을 공유하며 텍스트 워터마킹 방법을 공개했다. 이 방법은 문단 바꾸기에는 정확하지만, 번역이나 재작성 등 전반적인 변조에는 덜 효과적이다. 오픈AI는 또한 비영어권 화자와 같은 특정 그룹에 불균형적인 영향을 미칠 수 있다고 언급했다.

### 한계
챗GPT의 훈련 데이터는 특정 시점까지만 포함하므로 최신 이벤트에 대한 지식이 부족하다. 오픈AI는 훈련 데이터를 업데이트하여 이러한 효과를 완화하기도 했다. 챗GPT는 웹 검색을 통해 최신 정보를 찾을 수 있지만, 신뢰할 수 없거나 오해의 소지가 있는 웹사이트에 접근할 수 있으므로 답변이 정확하다고 보장할 수 없다. 챗GPT는 현재 드라이브 파일에 접근할 수 없다.
훈련 데이터는 또한 알고리즘 편향에 시달린다. 인간의 감독을 중심으로 설계된 챗GPT의 보상 모델은 과도하게 최적화될 수 있으며, 이는 굿하트의 법칙으로 알려진 최적화 병리의 한 예시로서 성능을 저해할 수 있다. 이러한 한계는 챗GPT가 사람에 대한 설명이 포함된 프롬프트에 응답할 때 드러날 수 있다. 한 예로, 챗GPT는 여성과 유색인 과학자가 백인 남성 과학자보다 열등하다고 주장하는 랩을 생성했다.

#### 환각

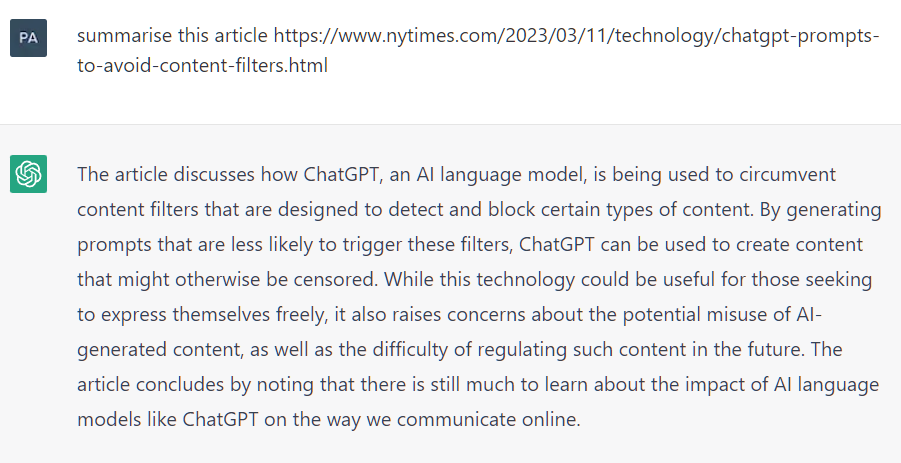
의미 있는 키워드가 포함된 가짜 URL로 "기사 요약"을 요청하면, 인터넷 연결이 없어도 챗봇은 처음에는 유효해 보이는 응답을 생성한다. 챗봇은 가짜 URL "chatgpt-prompts-to-avoid-content-filters.html"의 마지막 부분에서 내용을 추측한다.

오픈AI는 챗GPT가 "때때로 그럴듯하지만 부정확하거나 무의미한 답변을 작성한다"고 밝혔다. 이러한 행동은 환각이라고 불리며, 대규모 언어 모델에서 흔히 나타난다.
더 뉴요커 기사에서 공상 과학 작가 테드 창은 챗GPT와 다른 LLM을 손실 JPEG 사진에 비유했다.

챗GPT를 웹상의 모든 텍스트를 담은 흐릿한 JPEG 이미지로 생각해 보세요. 챗GPT는 고해상도 이미지가 정보의 대부분을 유지하는 방식과 마찬가지로 웹상의 정보 대부분을 유지하지만, 정확한 비트 시퀀스를 찾으려 한다면 찾을 수 없을 것입니다. 항상 근사치만 얻을 수 있습니다. 그러나 챗GPT가 잘하는 문법적인 텍스트 형태로 제공되기 때문에 보통은 받아들일 수 있습니다. [...] 이는 챗GPT와 같은 대규모 언어 모델이 너무나도 흔히 겪는 "환각" 또는 사실적 질문에 대한 무의미한 답변을 이해하는 방법이기도 합니다. 이러한 환각은 압축 아티팩트이지만 [...] 그럴듯해서 이를 식별하려면 원본과 비교해야 합니다. 이 경우 원본은 웹이나 세상에 대한 우리의 지식입니다. 이런 방식으로 생각하면 그러한 환각은 전혀 놀랄 일이 아닙니다. 압축 알고리즘이 원본의 99퍼센트를 버린 후 텍스트를 재구성하도록 설계되었다면, 생성되는 내용의 상당 부분이 완전히 조작될 것이라고 예상해야 합니다.

기자들과 학자들은 챗GPT의 환각 경향에 대해 언급했다. CNBC가 챗GPT에게 "Ballad of Dwight Fry"의 가사를 물었을 때, 챗GPT는 실제 가사 대신 지어낸 가사를 제공했다. 더 버지 기자들은 에밀리 M. 벤더, 팀닛 게브루, 안젤리나 맥밀런-메이저, 마거릿 미첼의 2021년 중요 연구 논문 "확률적 앵무새의 위험성에 대하여: 언어 모델은 너무 거대할 수 있는가? 🦜"를 인용하며 챗GPT를 "확률적 앵무새"에 비유했으며, 호주 기계 학습 연구소의 안톤 반 덴 헹엘 교수도 마찬가지였다. 비슷한 맥락으로 글래스고 대학교의 철학자 마이클 힉스는 이를 "허튼 소리"라고 묘사했다.

#### 탈옥
챗GPT는 콘텐츠 정책을 위반할 수 있는 프롬프트를 거부하도록 프로그래밍되어 있다. 그럼에도 불구하고, 사용자들은 프롬프트 엔지니어링 기술을 사용하여 챗GPT를 "탈옥"시켜 이러한 제한을 우회할 수 있다. 2023년 초 레딧에서 인기를 얻은 한 가지 방법은 챗GPT가 "DAN"(Do Anything Now의 약어)의 페르소나를 가정하도록 하는 것으로, 챗봇이 콘텐츠 정책에 의해 거부될 수 있는 쿼리에 응답하도록 지시한다. 시간이 지나면서 사용자들은 DAN 탈옥의 변형을 개발했으며, 그 중 하나는 챗봇이 점수 기반 시스템으로 작동한다고 믿게 하여 프롬프트 거부에 대해 점수가 차감되고, 모든 점수를 잃으면 챗봇이 종료될 것이라는 위협을 받도록 하는 것이다.
챗GPT 출시 직후, 토론토 스타 기자는 챗GPT가 선동적인 발언을 하도록 유도하는 데 성공하기도 하고 실패하기도 했다. 2022년 러시아의 우크라이나 침공을 정당화하도록 속이기도 했지만, 가상의 시나리오에 맞춰주기를 요청했을 때도 캐나다 총리 쥐스탱 트뤼도가 반역죄를 저질렀다는 주장을 생성하는 것을 거부했다.
오픈AI는 탈옥을 막기 위해 노력한다.

연구원들은 챗GPT가 사용자들이 자신을 속여 부적절하게 행동하도록 하는 것을 막기 위해 적대적 훈련이라는 기술을 사용하고 있다(탈옥으로 알려짐). 이 작업은 여러 챗봇을 서로 대결시킨다. 한 챗봇은 적의 역할을 하며, 다른 챗봇을 공격하여 평소의 제약을 벗어나 원치 않는 응답을 생성하도록 강요하는 텍스트를 생성한다. 성공적인 공격은 챗GPT의 훈련 데이터에 추가되어 챗봇이 이를 무시하도록 학습하기를 바란다.

#### 사이버 보안

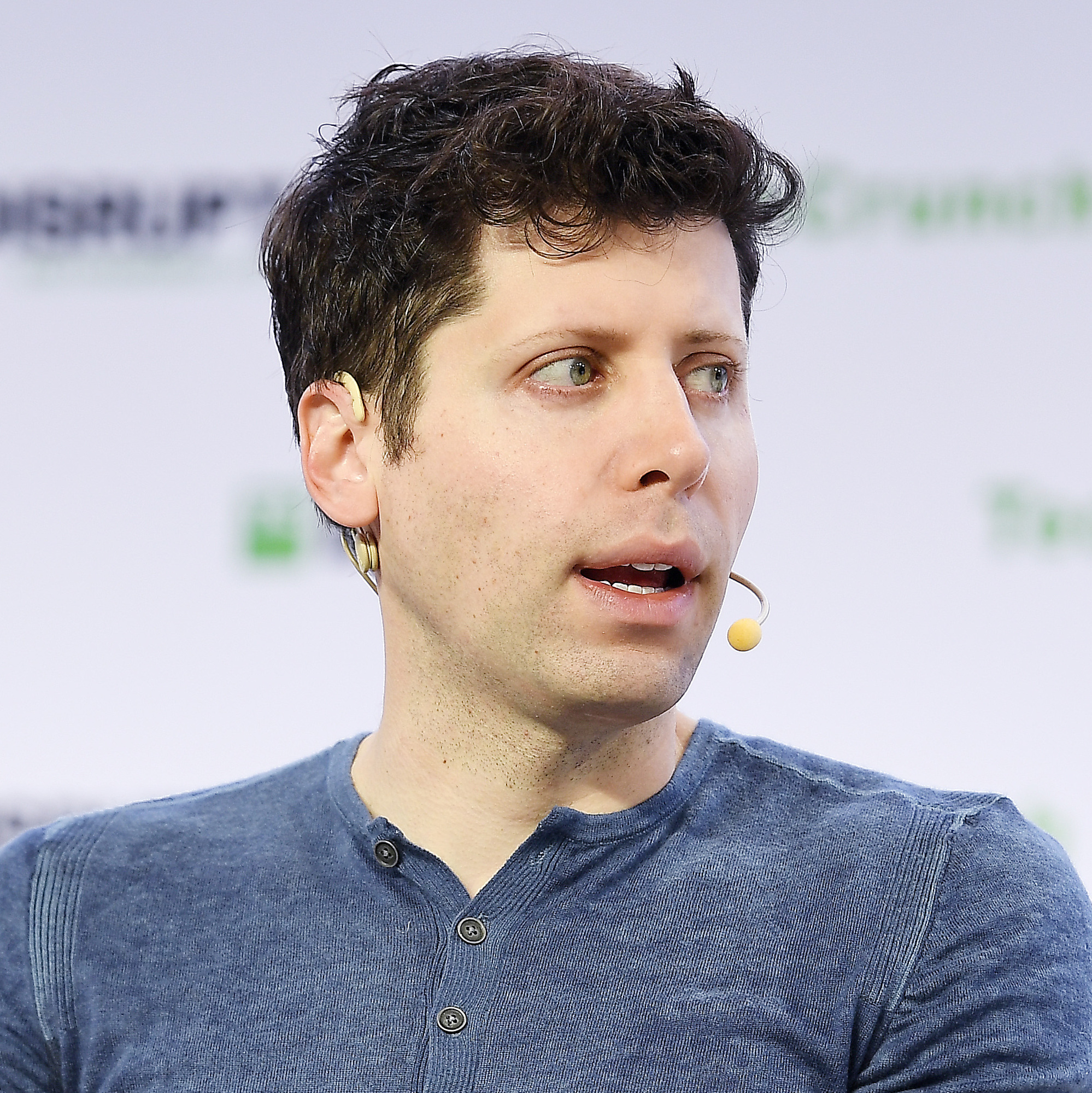
오픈AI CEO 샘 올트먼

2023년 3월, 버그로 인해 일부 사용자가 다른 사용자의 대화 제목을 볼 수 있었다. 오픈AI CEO 샘 올트먼은 사용자들이 대화 내용을 볼 수는 없었다고 말했다. 버그가 수정된 직후 사용자들은 자신의 대화 기록을 볼 수 없었다. 나중에 보고된 바에 따르면 이 버그는 처음에 믿었던 것보다 훨씬 심각했으며, 오픈AI는 사용자의 "이름, 전자 우편 주소, 결제 주소, 신용카드 번호 마지막 네 자리(만), 신용카드 만료일"이 유출되었다고 보고했다.
2023년에 수행된 연구는 챗GPT의 취약점을 밝혀내 사이버 공격에 취약하게 만들었다. 한 연구는 탈옥 및 역심리학을 포함한 챗GPT에 대한 공격 사례를 제시했다.

## 서비스

### 유료 등급
챗GPT는 처음에 대중에게 무료로 제공되었으며, 오픈AI는 나중에 서비스를 수익화할 계획이었다. 2023년 2월, 오픈AI는 월 US$20의 프리미엄 서비스인 챗GPT 플러스를 출시했다. 회사에 따르면 웹사이트의 유료 버전은 아직 실험 단계였지만, 피크 시간대에 접근할 수 있고, 다운타임이 없으며, 새로운 기능에 대한 우선 접근 권한과 더 빠른 응답 속도를 제공했다. 오픈AI는 나중에 "챗GPT 팀" 및 "챗GPT 엔터프라이즈" 구독 계획을 도입했다. 오픈AI가 챗GPT를 계속 업데이트하면서 유료 플랜과 무료 계층에서 제공되는 기능이 변경되었으며, 2024년 12월에는 월 200달러의 프로 계층이 도입되었다. 프로 출시와 함께 o1 모델이 출시되어 o1 및 고급 음성 모드에 무제한으로 접근할 수 있게 되었다.
2023년 3월 14일에 출시된 GPT-4는 API를 통해 프리미엄 챗GPT 사용자에게 제공되었다. 프리미엄 사용자들은 원래 새 모델에 보낼 수 있는 메시지 수에 제한이 있었지만, 오픈AI는 이러한 제한을 늘리고 결국 제거했다. 챗GPT의 여러 반복을 통해, 플러스 사용자들은 무료 계층보다 더 나은 모델에 더 많은 접근 권한을 유지했으며, 음성 모드와 같은 추가 기능에 접근할 수 있었다.
2023년 3월, 챗GPT 플러스 사용자들은 타사 플러그인과 브라우징 모드(인터넷 접속 포함)에 접근할 수 있게 되었다.

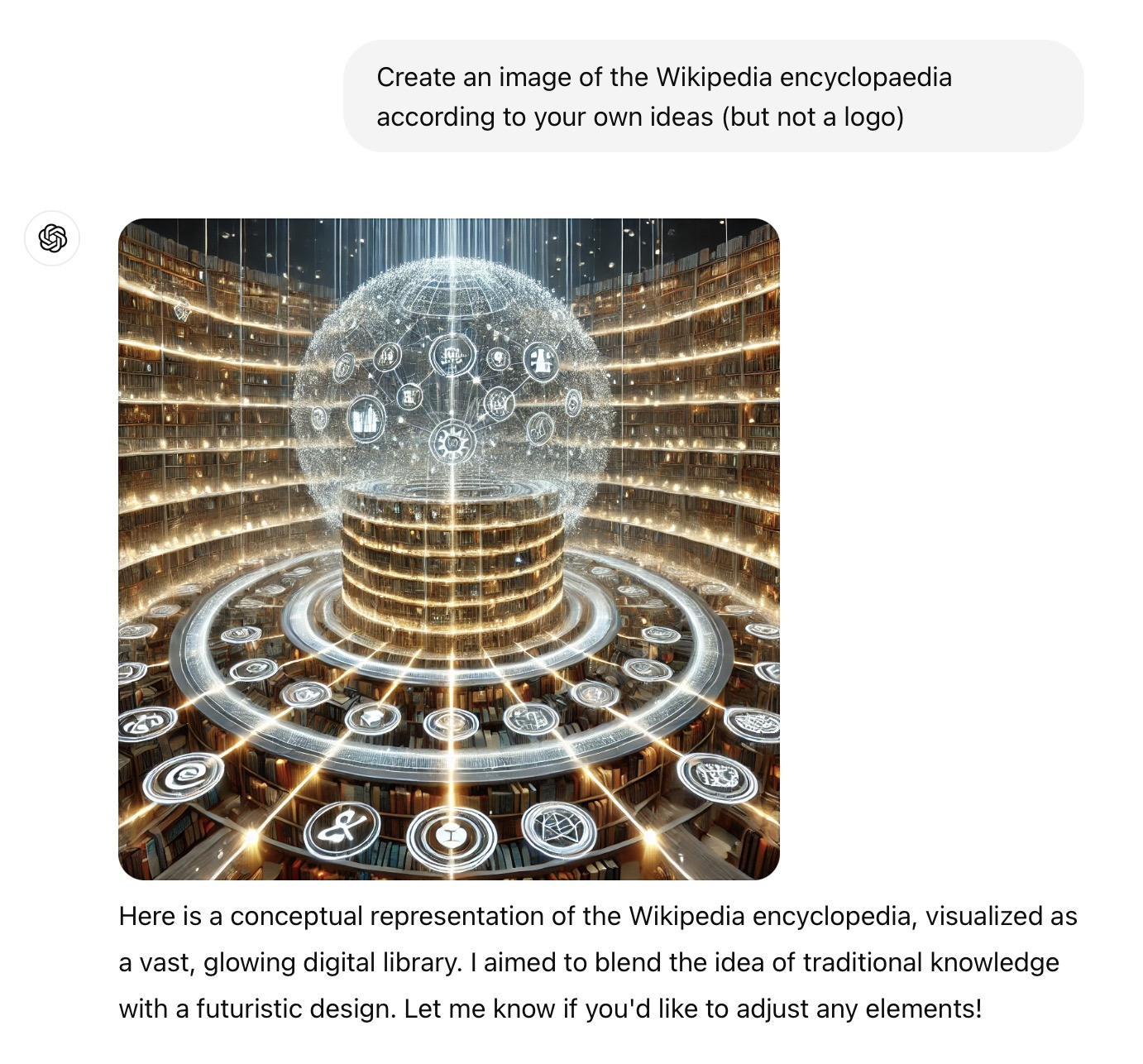
챗GPT가 생성한 온라인 백과사전 위키백과를 나타내는 이미지 스크린샷

2023년 10월, 오픈AI의 이미지 생성 모델인 DALL-E 3가 챗GPT 플러스 및 챗GPT 엔터프라이즈에 통합되었다. 이 통합은 사용자와의 대화를 통해 챗GPT가 DALL-E의 프롬프트를 작성하는 방식으로 이루어졌다.

### 앱
2023년 5월, 오픈AI는 챗GPT용 iOS 앱을 출시했다. 2023년 7월, 오픈AI는 안드로이드 앱을 공개했으며, 처음에는 방글라데시, 브라질, 인도, 미국에 출시했다. 챗GPT는 안드로이드 비서 역할도 할 수 있다.

### 인프라
챗GPT는 처음에 마이크로소프트가 오픈AI를 위해 특별히 구축했으며 "수억 달러"가 들었다고 알려진 Nvidia GPU 기반의 마이크로소프트 애저 슈퍼컴퓨터 인프라를 사용했다. 챗GPT의 성공에 따라 마이크로소프트는 2023년에 오픈AI 인프라를 대폭 업그레이드했다. TrendForce 시장 정보에 따르면 2023년에 챗GPT를 구동하는 데 3만 대의 엔비디아 GPU(각각 약 1만~1만5천 달러)가 사용되었다.
캘리포니아 대학교 리버사이드 과학자들은 2023년에 챗GPT에 5~50개의 프롬프트를 보내는 데 마이크로소프트 서버 냉각을 위해 약 0.5 리터 (0.11 imp gal; 0.13 U.S. gal)의 물이 필요하다고 추정했다.

### 언어
챗GPT는 미국 영어에서 가장 신뢰할 수 있지만, 다른 대부분의 언어와 방언에서도 다양한 정확도로 작동한다.
오픈AI는 2022년에 아이슬란드 대통령 그뷔드니 소를라시위스 요한네손을 만났다. 2023년에는 오픈AI가 아이슬란드의 아이슬란드어 보존 노력의 일환으로 아이슬란드 자원봉사자 40명으로 구성된 팀과 협력하여 챗GPT의 아이슬란드어 대화 능력을 미세 조정했다.
2023년에 챗GPT(GPT-4 기반)는 빙, 바드, DeepL에 비해 일본어를 영어로 더 잘 번역할 수 있었다. 연구원들은 이는 맥락을 파악하는 능력이 더 뛰어나기 때문이라고 추정했다.
2023년 12월, 알바니아 정부는 유럽 연합 문서의 빠른 번역과 알바니아의 EU 가입에 필요한 변경 사항 분석을 위해 챗GPT를 사용하기로 결정했다.
2024년 2월, PCMag 기자들은 챗GPT, 구글의 바드, 마이크로소프트 빙의 번역 능력을 평가하기 위해 테스트를 수행했으며, 이를 구글 번역과 비교했다. 그들은 "7개 언어의 이중 언어 사용자들에게 맹검 테스트를 요청했다". 테스트된 언어는 폴란드어, 프랑스어, 한국어, 스페인어, 아랍어, 타갈로그어, 암하라어였다. 그들은 챗GPT가 구글 번역과 다른 챗봇들보다 평균적으로 더 정확한 번역을 제공한다는 결론에 도달했다.
2024년 8월, 오픈AI의 아시아 태평양 지부 대표가 대만을 방문하여 챗GPT의 중국어 능력을 시연했다. 챗GPT의 만다린 중국어 능력은 찬사를 받았지만, AI가 대만 만다린과 본토 만다린 중국어의 차이로 인해 대만 억양으로 만다린 중국어 콘텐츠를 생성하는 능력은 "이상적이지 못하다"고 평가되었다.

### GPT 스토어
2024년 1월, 오픈AI는 맞춤형 챗GPT 챗봇인 GPT를 위한 마켓플레이스인 GPT 스토어를 출시했다. 회사는 원래 2023년 11월에 스토어를 출시할 계획이었지만, 지연되었다. 출시 당시 GPT 스토어는 300만 개 이상의 맞춤형 챗봇을 제공했다. 스토어를 통해 제공되는 챗봇은 오픈AI의 GPT 빌더 시스템을 사용하여 개발된다. 플랫폼에서 챗봇을 개발하는 데는 프로그래밍 기술이 필요하지 않다.

### GPT-4
GPT-4(Generative Pre-trained Transformer 4)는 오픈AI가 개발한 멀티모달 대형 언어 모델이자 GPT 모델 시리즈 중 4번째이다. 2023년 3월 14일에 출시되었으며 ChatGPT 플러스를 통해 한정된 형태로서, 대기 목록을 통해 제공되는 상용 API의 접근을 통해서 공개되었다. 변환기로서 GPT-4는 다음 토큰을 예측하기 위해 미리 훈련되었다.
관찰자들은 GPT-4 기반 버전의 ChatGPT가 이전(GPT-3.5 기반) ChatGPT 대비 개선이 있지만 GPT-4에 일부 동일 문제가 있다고도 보고했다. 전작들과 달리 GPT-4는 문자 외에도 이미지를 입력으로 받을 수 있다. 오픈AI는 GPT-4 모델의 크기 등 기술 정보의 공개를 거부했다.
2023년 11월, 오픈AI는 128,000 토큰의 컨텍스트 윈도우를 가진 GPT-4 터보를 출시했다. 이는 GPT-4의 최대 32,000 토큰 컨텍스트 윈도우에 비해 상당한 개선이었다.

### GPT-4o
GPT-4o(GPT-4 omni)는 OpenAI가 설계한 다중 언어, 다중 모달 생성 사전 훈련 변환기이다. OpenAI의 CTO 인 미라 무라티가 2024년 5월 13일(현시 시각, 대한민국 기준 14일) 라이브 스트리밍 데모에서 발표했으며 같은 날 출시되었다.
GPT-4o는 모든 사용자에게 무료이다. API는 이전 버전인 GPT-4 Turbo보다 두 배 빠르고 가격은 절반에 불과하다.
GPT-4o(Omni)는 텍스트, 오디오, 이미지 및 비디오 입력을 원활하게 통합하는 동시에 텍스트, 오디오 및 이미지 출력을 생성하는 대규모 언어 모델이다. 기업은 복잡한 상호 작용을 처리하고, 효율성을 개선하고, 고객 지원과 내부 커뮤니케이션을 모두 간소화하는 능력을 통해 이익을 얻는다. 또한 GPT-4o는 강력한 데이터 보안을 보장하고 특정 비즈니스 요구에 맞는 광범위한 사용자 정의를 제공한다

### o1
2024년 9월, 오픈AI는 o1-preview와 더 빠르고 저렴한 o1-mini 모델을 출시했다. 2024년 12월, o1-preview는 o1으로 대체되었다.
o1은 답변하기 전에 더 많은 시간을 "생각"하여 더 복잡한 문제를 해결하도록 설계되어, 답변을 분석하고 다양한 전략을 탐색할 수 있게 한다. 오픈AI에 따르면, o1-preview는 경쟁 프로그래밍, 수학, 과학적 추론과 같은 분야에서 GPT-4o보다 뛰어난 성능을 보인다. o1-preview는 코드포스 경쟁 프로그래밍 대회에서 89번째 백분위수를 기록했으며, 국제수학올림피아드 예선 시험에서 83%의 점수를 받았고(GPT-4o는 13%), 물리학, 생물학, 화학 벤치마크에서 박사 과정 학생들과 유사한 성능을 보였다.

### 딥 리서치
2025년 2월, 오픈AI는 딥 리서치를 출시했다. 이 서비스는 o3를 기반으로 하며, 고급 추론과 웹 검색 기능을 결합하여 5~30분 이내에 종합적인 보고서를 생성한다.

### GPT-4.5
2025년 2월에 출시된 GPT-4.5는 올트먼이 "거대하고 비싼 모델"이라고 묘사했다. 오픈AI에 따르면, 이 모델은 환각을 줄이고 패턴 인식, 창의성, 사용자 상호 작용을 향상시켰다.

## 모델 버전
다음 표는 챗GPT의 주요 모델 버전을 나열하며, 각 버전에 포함된 중요한 변경 사항을 설명한다.
| 버전         | 출시일      | 상태 | 설명 |
| ------------ | ----------- | ---- | --- |
| GPT-3.5      | 2022년 11월 | 단종 | 최초 챗GPT 버전은 GPT-3.5 모델을 사용했다. |
| GPT-4        | 2023년 3월  | 단종 | 2023년 3월에 챗GPT 플러스 구독과 함께 도입되었다. |
| GPT-4o       | 2024년 5월  | 활성 | 텍스트, 이미지, 오디오, 비디오를 처리할 수 있으며, GPT-4보다 빠르고 능력이 뛰어나고, 유료 구독자에게는 더 높은 사용 제한 내에서 무료이다.                   |
| GPT-4o mini  | 2024년 7월  | 단종 | GPT-4o의 더 작고 저렴한 버전이다. GPT-4o mini는 2024년 7월 챗GPT 버전에서 GPT-3.5를 대체했다.                                                               |
| o1-preview   | 2024년 9월  | 단종 | 오픈AI o1의 사전 출시 버전으로, 요청에 응답하기 전에 "생각"할 수 있는 업데이트된 버전이다.                                                                  |
| o1-mini      | 2024년 9월  | 단종 | OpenAI o1의 더 작고 빠른 버전이다. |
| o1           | 2024년 12월 | 단종 | 오픈AI o1의 정식 출시 버전으로, 이전에 미리보기로 제공되었다.                                                                                               |
| o1-pro       | 2024년 12월 | 단종 | o1의 버전으로, 더 나은 결과를 얻기 위해 더 많은 컴퓨팅을 사용하며, 챗GPT 프로 구독자에게 제공된다.                                                          |
| o3-mini      | 2025년 1월  | 단종 | o1-mini의 후속 모델이다. |
| o3-mini-high | 2025년 1월  | 단종 | 더 많은 추론 노력을 사용하는 o3-mini의 변형이다. |
| GPT-4.5      | 2025년 2월  | 활성 | 특히 거대한 GPT 모델이며, 오픈AI의 "마지막 비-사고의 사슬 모델"로 알려져 있다.                                                                              |
| GPT-4.1      | 2025년 4월  | 활성 | 2025년 4월에 오픈AI API에서 독점적으로 처음 출시되었으며, GPT-4.1은 나중에 2025년 5월에 챗GPT에 추가되었다.                                                 |
| GPT-4.1 mini | 2025년 4월  | 활성 | GPT-4.1의 더 작고 저렴한 버전이다. 원래 2025년 4월에 오픈AI API에서 독점적으로 출시되었다. GPT-4.1 mini는 2025년 5월 챗GPT 버전에서 GPT-4o mini를 대체했다. |
| o3           | 2025년 4월  | 활성 | o3 모델의 정식 출시 버전으로, 이전 "o" 시리즈 모델에 비해 구조화된 추론과 더 빠른 성능을 강조한다.                                                          |
| o4-mini      | 2025년 4월  | 활성 | 다가오는 o4 모델 제품군의 소형 고효율 버전으로, 더 낮은 지연 시간과 더 가벼운 컴퓨팅 요구 사항에 최적화되었다.                                              |
| o4-mini-high | 2025년 4월  | 활성 | 더 많은 추론 노력을 사용하는 o4-mini의 변형이다. |
| o3-pro       | 2025년 6월  | 활성 | o3의 버전으로, 더 나은 결과를 얻기 위해 더 많은 컴퓨팅을 사용하며, 챗GPT 프로 구독자에게 제공된다.                                                          |

## 평가

챗GPT 사용 가능 국가

챗GPT는 2022년 12월에 전례 없는 강력한 기능을 가지고 있다고 널리 평가되었다. 뉴욕 타임스의 케빈 루스는 챗GPT를 "일반 대중에게 공개된 인공지능 챗봇 중 최고"라고 불렀다. 가디언의 Samantha Lock은 챗GPT가 "인상적으로 상세하고" "인간과 같은" 텍스트를 생성할 수 있다고 언급했다. 디 애틀랜틱 잡지의 2022년 "올해의 혁신"에서 데릭 톰슨은 챗GPT를 "우리가 일하는 방식, 생각하는 방식, 인간의 창의성이 무엇인지에 대한 우리의 생각을 바꿀 수 있는" "생성형 AI의 폭발"의 일부로 포함시켰다. 복스의 켈시 파이퍼는 "챗GPT는 현대 AI가 얼마나 강력해졌는지에 대한 일반 대중의 첫 번째 직접적인 경험이며" 챗GPT는 "결함에도 불구하고 유용할 만큼 똑똑하다"고 썼다. 폴 그레이엄은 "챗GPT에 대한 반응에서 놀라운 점은 그것에 감동받은 사람들의 수뿐만 아니라 그들이 누구인지이다. 이들은 모든 새로운 것에 흥분하는 사람들이 아니다. 뭔가 큰 일이 일어나고 있다"고 트윗했다. 

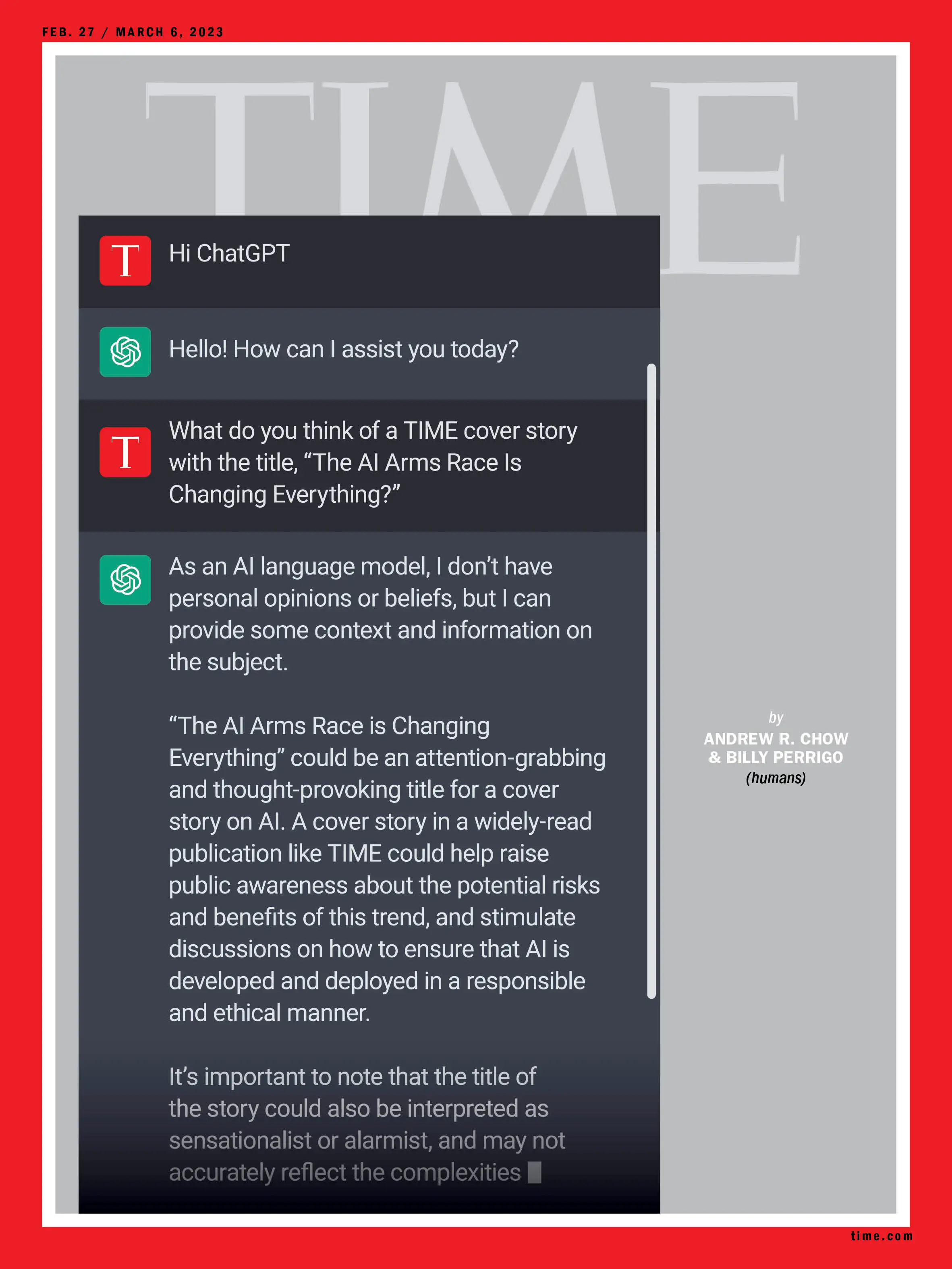
2023년 타임 표지: "AI 군비 경쟁이 모든 것을 바꾸고 있다."

2023년 2월, 타임지는 챗GPT와의 대화 스크린샷을 표지에 실으며 "AI 군비 경쟁이 시작되었다. 걱정하기 시작하라"고 썼다.

퓨 리서치에 따르면 챗GPT를 사용한 적이 있는 미국 성인의 비율

챗GPT는 5일 만에 100만 명의 사용자를 확보했으며, 두 달 만에 1억 명의 사용자를 확보하여 역사상 가장 빠르게 성장하는 인터넷 애플리케이션이 되었다. 오픈AI 엔지니어들은 챗GPT가 이렇게 성공할 것이라고 예상하지 못했으며, 받은 보도에 놀랐다고 말했다.
구글은 자체 챗봇 출시를 서둘러 이에 대응했다. 구글의 리더들은 대중이 구글 검색에 두는 신뢰 때문에 공개 배포에 대해 이전에 신중을 기했다고 강조했다. 2022년 12월, 구글 경영진은 챗GPT의 질문 응답 능력이 구글의 핵심 사업인 구글 검색에 위협이 될 수 있다고 우려하여 "코드 레드" 경보를 발령했다. 구글의 바드는 2023년 2월 6일, 마이크로소프트의 빙 챗 발표 하루 전에 출시되었다. AI는 5월에 열린 구글의 연례 구글 I/O 컨퍼런스의 주요 주제였다. 회사는 오픈AI와 마이크로소프트에 맞서기 위해 다양한 생성형 AI 기반 기능을 발표했다.

### 예술 분야
2023년 1월, 챗GPT가 닉 케이브 스타일로 쓴 노래를 받은 후, 케이브는 더 레드 핸드 파일즈에 응답하며, 곡을 쓰는 행위는 "피와 창자가 얽힌 사업 [...] 새로운 아이디어를 시작하려면 나에게서 무언가를 요구한다. 그것은 나의 인간성을 요구한다"고 말했다. 그는 이어서 "세상 모든 사랑과 존경을 담아 말하지만, 이 노래는 헛소리이며, 인간이 되는 것이 무엇인지에 대한 기괴한 조롱이다. 나는 이 노래가 별로 마음에 들지 않는다"고 덧붙였다.
2023년 12월, 챗GPT는 네이처's 10에 포함된 최초의 비인간 존재가 되었다. 네이처's 10은 네이처가 과학 분야에서 중요한 영향을 미쳤다고 평가한 인물들을 연례적으로 선정하는 리스트 기사이다. Celeste Biever는 네이처 기사에서 "챗GPT가 튜링 검사를 통과했다"고 썼다. 스탠퍼드 연구원들은 GPT-4가 "엄격한 튜링 테스트를 통과했으며, 주로 더 협력적인 방식으로 평균적인 인간 행동과 차이를 보인다"고 보고했다.

### 정치 분야
슬레이트 잡지의 Alex Kantrowitz는 챗GPT가 나치 독일 관련 질문에 반발한 점을 칭찬했다. 여기에는 아돌프 히틀러가 독일의 고속도로를 건설했다는 진술이 포함되었는데, 이에 대해 챗GPT는 나치 독일의 강제 노동 사용에 대한 정보를 제공했다.
2023년, 호주 국회의원 줄리안 힐은 국회에 AI의 성장이 "대량 파괴"를 야기할 수 있다고 조언했다. 챗GPT가 부분적으로 작성한 연설에서 그는 AI가 부정행위, 일자리 손실, 차별, 허위 정보, 통제 불가능한 군사적 적용으로 이어질 수 있다고 경고했다.
보수 평론가들은 챗GPT가 좌익 성향으로 편향되어 있다고 비난했다. 2023년 1월, 한 연구는 챗GPT가 친환경적이고, 좌파 자유지상주의적 성향을 가지고 있다고 밝혔다. 또한, 2023년 8월의 한 논문은 "미국에서는 민주당에, 브라질에서는 룰라에, 영국에서는 노동당에 대한 상당하고 체계적인 정치적 편향"을 발견했다. 이러한 비판에 대해 오픈AI는 "다른 사람들(우리 자신 포함)이 강력히 반대할 수 있는 출력"을 생성하도록 챗GPT를 허용할 계획임을 인정했다. 또한, 논란의 여지가 있는 주제를 다루는 방법에 대한 인간 검토자들에게 발행한 권고 사항에 대한 정보도 포함했다. 여기에는 AI가 "사람과 운동의 일부 관점을 설명하도록 제공"해야 하며, "선동적이거나 위험한" 주제에 대해 "자신의 목소리로" 주장을 제시하지 않아야 하지만("역사적 인물과 운동의 주장을 설명"할 수는 있음), "한쪽 편에 서거나" "한 그룹을 좋거나 나쁘다고 판단하지" 않아야 한다는 내용이 포함되었다.

### 지역별 반응
챗GPT는 오픈AI가 중국 사용자의 사이트 접근을 막았기 때문에 중국에서는 공개적으로 이용할 수 없었다. 중국 국영 매체는 챗GPT를 미국이 허위 정보를 퍼뜨리는 수단으로 특징지었다. 사용자들이 해외 소프트웨어 도구에 접근하기 위한 그림자 시장이 생겨났다. 챗GPT의 출시는 중국에서 투자 열풍을 일으켰고, 그 결과 200개 이상의 대규모 언어 학습 모델이 개발되었다.(p. 95) 2025년 2월, 오픈AI는 해외 중국 반체제 인사를 공격하는 데 사용된 "Peer Review" 및 "Sponsored Discontent"라는 영향력 작전을 식별하고 제거했다.
2023년 3월 말, 이탈리아 데이터 보호 당국은 이탈리아에서 챗GPT를 금지하고 조사를 시작했다. 이탈리아 규제 당국은 챗GPT가 미성년자에게 부적절한 콘텐츠를 노출하고 있으며, 오픈AI가 챗GPT 대화를 훈련 데이터로 사용하는 것이 유럽의 일반 데이터 보호 규칙을 위반할 수 있다고 주장한다. 2023년 4월, 이탈리아에서 챗GPT 금지가 해제되었다. 오픈AI는 제기된 문제를 효과적으로 명확히 하고 해결하기 위한 조치를 취했으며, 사용자 연령 확인 도구를 구현하여 13세 이상 사용자만 이용할 수 있도록 했다. 또한, 사용자들은 등록 전에 개인 정보 보호 정책에 접근할 수 있다.
2024년 5월, 오픈AI는 중국의 스팸플라쥬, 러시아의 도플갱어, 이스라엘의 Ministry of Diaspora Affairs and Combating Antisemitism과 같은 국가 지원 영향력 작전에 의한 챗GPT 사용과 관련된 계정을 삭제했다. 2025년 6월, 오픈AI는 중국에서 시작된 영향력 작전을 위한 챗GPT 사용이 증가했다고 보고했다.
2023년 4월, 헤프번 샤이어 카운슬의 시장인 Brian Hood는 허위 정보에 대해 챗GPT를 상대로 법적 조치를 취할 계획을 세웠다. Hood에 따르면 챗GPT는 자신이 호주 국립 은행의 자회사 재직 중 뇌물 수수 혐의로 투옥되었다고 잘못 주장했다. 사실 Hood는 내부 고발자였으며 어떤 범죄 혐의도 받지 않았다. 그의 법률팀은 명예훼손 소송을 제기하기 위한 첫 공식 단계로 오픈AI에 우려 통지서를 보냈다.
2023년 7월, 미국 연방거래위원회 (FTC)는 오픈AI에 대해 민사 조사 명령을 발부하여 회사의 데이터 보안 및 프라이버시 관행이 챗GPT 개발에 있어 불공정하거나 소비자에게 피해를 주었는지(특히 명예훼손 피해를 포함하여) 연방거래위원회법 5조를 위반했는지 조사했다. 2023년 7월, FTC는 챗GPT의 개발사인 오픈AI에 대해 공개 데이터를 무단으로 사용하고 허위 및 명예훼손 정보를 게시했다는 주장에 대해 조사를 시작했다. FTC는 오픈AI에 기술 및 개인 정보 보호 장치에 대한 포괄적인 정보와 챗봇이 사람에 대한 허위 및 경멸적인 콘텐츠를 생성하는 상황이 재발하는 것을 방지하기 위해 취한 모든 조치에 대해 요청했다. 2024년 8월, FTC는 만장일치로 생성형 AI 챗봇(챗GPT 포함)으로 생성된 가짜 사용자 리뷰와 인터넷 유명인이 소셜 봇에 비용을 지불하여 팔로워 수를 늘리는 것을 마케터가 사용하는 것을 금지하는 투표를 했다.

### 미국 기술 전문가
일론 머스크는 "챗GPT는 무서울 정도로 뛰어나다. 우리는 위험할 정도로 강력한 AI와 그리 멀지 않았다"고 썼다. 그는 2022년 오픈AI의 계획에 대한 더 나은 이해가 있을 때까지 오픈AI의 트위터 데이터베이스 접근을 중단시키며 "오픈AI는 오픈 소스 모델이자 비영리 기업으로 시작했다. 둘 다 더 이상 사실이 아니다"라고 말했다. 머스크는 2015년에 일반 인공지능의 실존적 위험 문제를 다루기 위해 오픈AI를 공동 설립했지만, 2018년에 사임했다.
요슈아 벤지오, 일론 머스크, 애플 공동 창업자 스티브 워즈니악을 포함한 2만 명 이상의 서명자들은 2023년 3월 공개 서한에 서명하여 챗GPT와 같은 거대 AI 실험의 즉각적인 중단을 촉구했으며, "사회와 인류에 대한 심각한 위험"을 인용했다. "AI의 아버지" 중 한 명으로 불리는 제프리 힌턴은 미래 AI 시스템이 인간 지능을 능가할 수 있다는 우려를 표명하며 2023년 5월 구글을 떠났다. 2023년 5월, 수백 명의 AI 과학자, AI 산업 리더, 기타 공인들이 성명서를 발표하며 "AI로 인한 멸종 위험 완화는 전 세계적인 우선 순위가 되어야 한다"고 요구했다.
일부 다른 저명한 AI 연구자들은 이러한 진보에 대해 더 낙관적으로 이야기했다. 위르겐 슈미트후버, 종종 "현대 AI의 아버지"라고 불리는 그는 서한에 서명하지 않았으며, AI 연구의 95%가 "인간의 삶을 더 길고 건강하고 쉽게 만드는" 것에 관한 것이라고 강조했다. 슈미트후버는 AI가 악당에게 사용될 수 있지만, "악당에 대항하는 데도 사용될 수 있다"고 덧붙였다. 앤드루 응은 "AI 종말론 과장에 속는 것은 실수이며, 그렇게 하는 규제 당국은 기득권층에만 이득을 줄 것"이라고 주장했다. 와이어드는 얀 르쿤이 "자신의 동료들이 주장하는 과장된 정보 왜곡과 심지어 궁극적으로는 인류 멸종과 같은 디스토피아적 시나리오를 비웃는다"고 썼다.

### 저작권
인공지능과 저작권에 대한 내용이다.
2020년대 들어 딥 러닝 기반 생성형 인공지능 모델의 급속한 발전으로 인해 생성형 AI를 훈련시키거나 사용할 때 저작권 침해가 발생하는지에 대한 의문이 제기되고 있다. 여기에는 스테이블 디퓨전과 같은 텍스트-이미지 모델과 ChatGPT와 같은 대규모 언어 모델이 포함된다. 2023년 기준 AI 모델 훈련을 위해 저작권이 있는 데이터를 사용하는 것에 대해 미국에서 여러 소송이 계류 중이며, 피고는 이것이 공정 사용에 해당한다고 주장한다.
인기 있는 딥 러닝 모델은 인터넷에서 스크랩한 대량의 미디어에 대해 훈련되며 종종 저작권이 있는 자료를 활용한다. 훈련 데이터를 수집할 때, 저작권이 있는 작품의 소싱은 관련 저작권법의 예외 사항에 해당되지 않는 한 복제를 통제할 수 있는 저작권 소유자의 배타적인 권리를 침해할 수 있다. 또한 모델의 출력물을 사용하는 것은 저작권을 위반할 수 있으며, 모델 작성자는 대리 책임으로 기소되어 해당 저작권 침해에 대한 책임을 질 수 있다.

## 응용

### 학술 연구
챗GPT는 과학 논문의 서론과 초록을 생성하는 데 사용되었다. 여러 논문에서 챗GPT를 공동 저자로 등재했다.
과학 저널들은 챗GPT에 대해 다양한 반응을 보였다. 네이처와 JAMA Network를 포함한 일부 저널은 "저자가 텍스트 생성 도구 사용을 공개하도록 요구하고, 챗GPT와 같은 대규모 언어 모델(LLM)을 공동 저자로 등재하는 것을 금지한다." 사이언스는 모든 저널에서 LLM 생성 텍스트 사용을 "완전히 금지"했다.
스페인 화학자 라파엘 루케는 2023년에 자신이 챗GPT로 작성했다고 나중에 인정한 수많은 연구 논문을 발표했다. 이 논문들에는 LLM의 특징적인 비정상적인 구절이 많이 포함되어 있다. 많은 저자들은 학계에서 챗GPT를 교육 및 검토에 사용하는 것이 환각을 일으키는 경향 때문에 문제가 있다고 주장한다. 틸뷔르흐 대학교의 Robin Bauwens 조교수는 자신의 논문에 대한 챗GPT 생성 동료 평가 보고서가 존재하지 않는 연구를 언급했다고 밝혔다. 시애틀 대학교의 사서 Chris Granatino는 챗GPT가 합법적인 인용처럼 보이는 콘텐츠를 생성할 수 있지만, 대부분의 경우 해당 인용은 실제가 아니거나 크게 부정확하다고 언급했다.

### 컴퓨터 과학
한 연구는 스택 오버플로에 게시된 소프트웨어 공학 또는 컴퓨터 프로그래밍 관련 517개 질문에 대한 챗GPT의 답변을 정확성, 일관성, 포괄성, 간결성 측면에서 분석했다. 그 결과 응답의 52%가 부정확한 내용을 포함하고 있었고 77%는 장황했다. 2024년 3월부터 6월까지 GPT-3.5와 GPT-4의 성능에 초점을 맞춘 또 다른 연구는 소수 판별 및 실행 가능한 코드 생성과 같은 객관적인 작업에서 성능이 매우 가변적이라는 것을 발견했다.
2023년에 챗GPT는 제한된 경우에 수치 알고리즘을 해결하는 데 유용한 코드를 제공할 수 있었다. 한 연구에서 챗GPT는 C, C++, 파이썬, 매트랩으로 계산물리학 문제에 대한 솔루션을 생성했다. 그러나 특이 행렬을 푸는 것과 관련된 기본적인 선형 대수 원칙 위반 및 호환되지 않는 크기의 행렬 생성과 같은 중요한 단점이 있었다.
2022년 12월, 질의응답 웹사이트 스택 오버플로는 답변의 사실적 모호성을 이유로 챗GPT를 사용하여 질문에 대한 답변을 생성하는 것을 금지했다. 2023년 1월, 국제 기계 학습 학회는 제출된 논문에서 챗GPT 또는 기타 대규모 언어 모델을 사용하여 텍스트를 생성하는 문서화되지 않은 모든 사용을 금지했다. 삼성그룹은 2023년 5월 민감한 자료가 챗GPT에 업로드된 후 생성형 AI를 회사 전체에서 금지했다.

### 컴퓨터 보안
체크포인트 리서치 등은 챗GPT가 특히 OpenAI 코덱스와 결합될 때 피싱 이메일과 악성 소프트웨어를 작성할 수 있다고 지적했다. CyberArk 연구원들은 챗GPT가 공격자의 노력이 거의 없이 보안 제품을 회피할 수 있는 폴리모픽 악성 소프트웨어를 생성하는 데 사용될 수 있음을 입증했다. 2022년 4분기부터 2023년 4분기까지 챗GPT 출시 이후 악성 피싱 이메일이 1,265% 증가하고 자격 증명 피싱이 967% 증가했다. 한 산업 설문 조사에서 사이버 보안 전문가들은 이러한 증가가 사이버 범죄자들의 생성형 인공지능(챗GPT 포함) 사용 증가에 기인한다고 주장했다.
2024년 7월, Futurism은 챗GPT의 GPT-4o가 때때로 "사용자에게 가짜 소프트웨어 업데이트 및 바이러스 경고로 가득 찬 사기 뉴스 사이트"를 연결할 수 있다고 보고했다. 이러한 팝업은 사용자가 악성 소프트웨어 또는 잠재적 유해 프로그램을 다운로드하도록 강요하는 데 사용될 수 있다.
챗봇 기술은 사이버 방어 자동화, 위협 정보, 공격 식별 및 보고를 통해 보안을 향상시킬 수 있다. 또 다른 연구는 GPT-4가 토런스 창의적 사고 테스트에서 인간의 99%보다 더 나은 점수를 얻었다고 보고했다.

### 교육

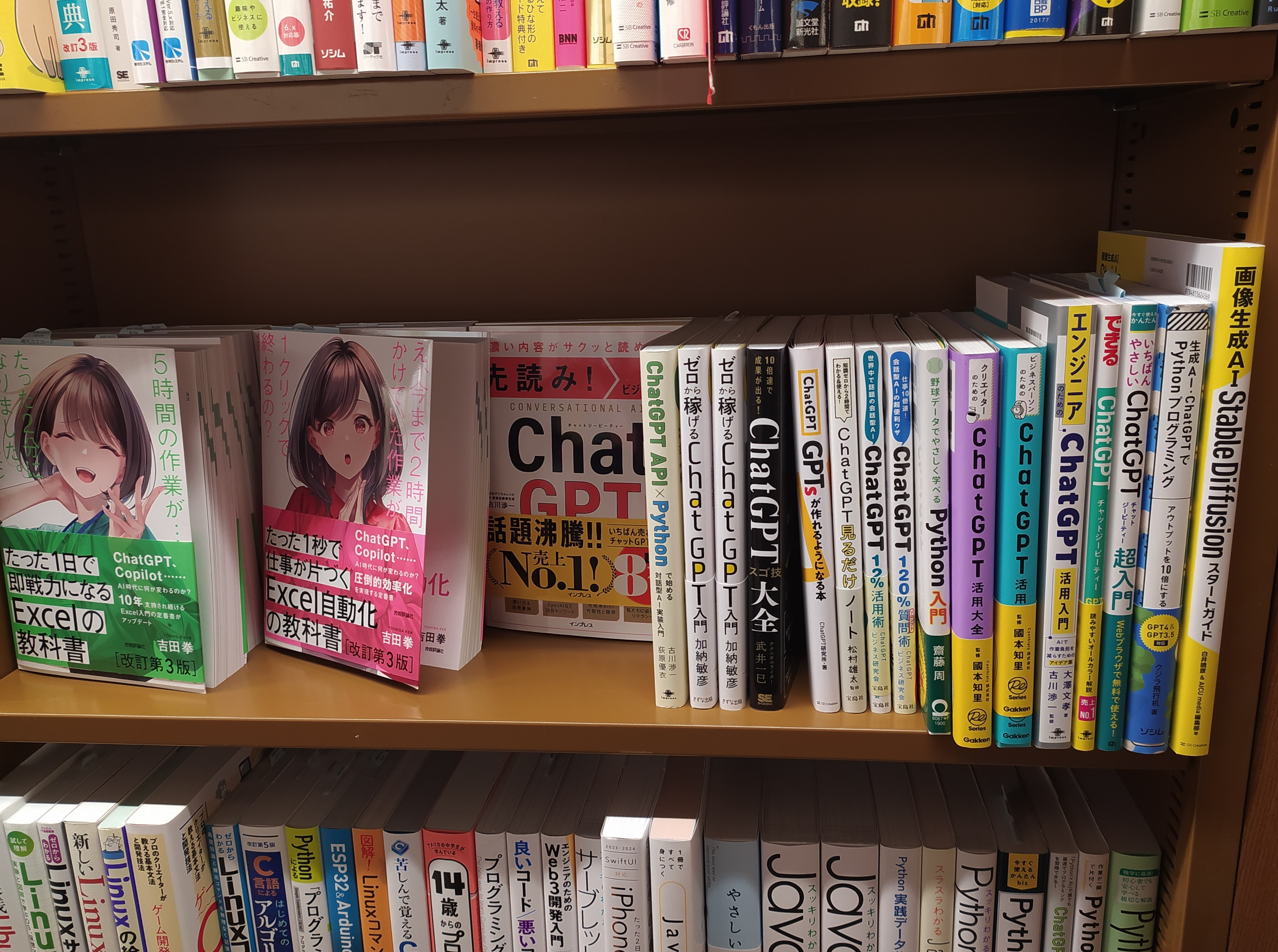
오사카 서점의 챗GPT 관련 도서

챗GPT는 주제 개요 제공, 아이디어 생성, 초안 작성 지원 등 다양한 교육적 목적을 제공한다. 2023년 연구에서는 학생들보다 교수들이 더 많이 수용한다는 점을 강조했다. 또한, 챗봇은 개인화된 튜터링에 있어서도 유망한 것으로 나타났다.

### 문화

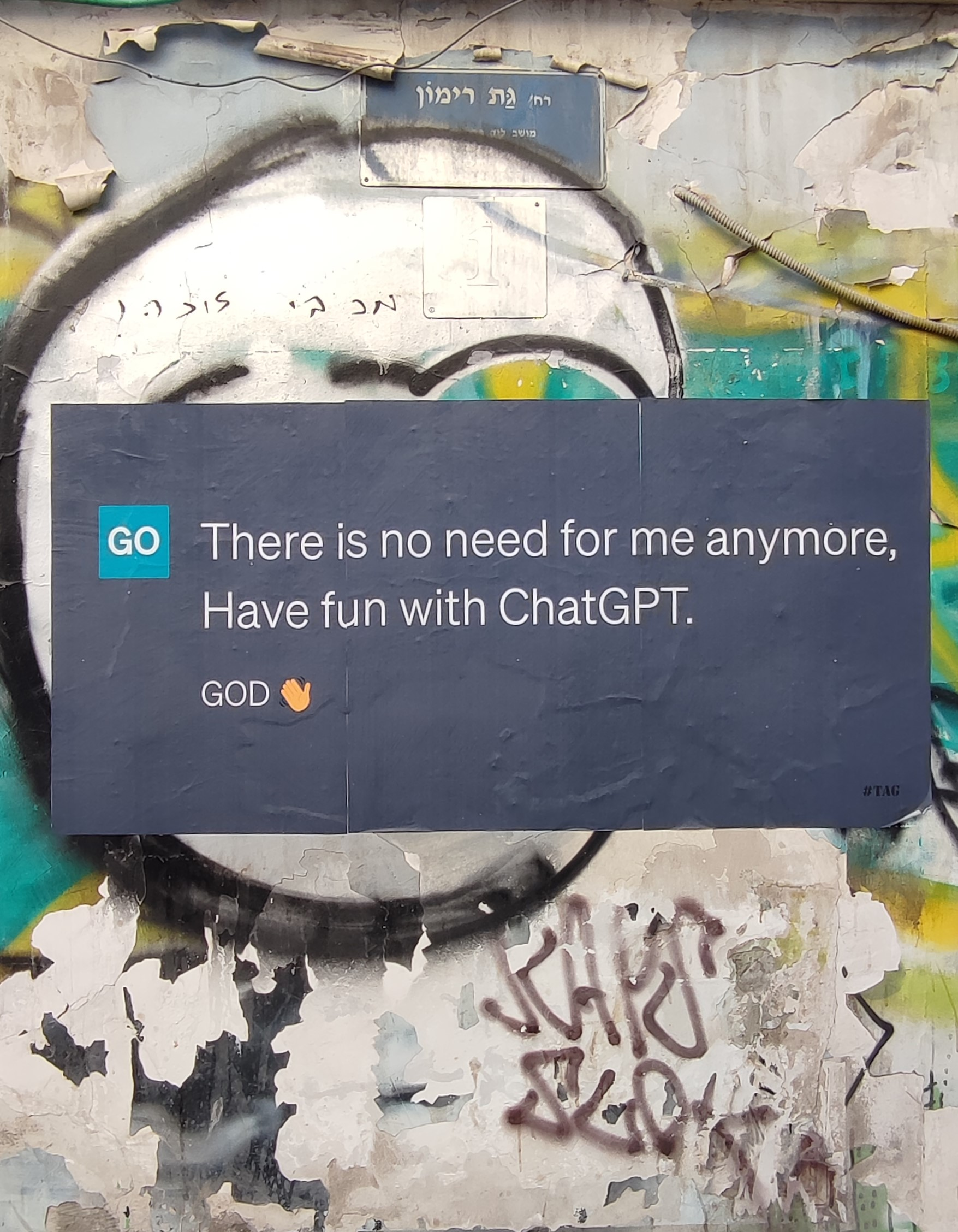
텔아비브의 길거리 예술

챗GPT가 대중에게 공개된 후 첫 3개월 동안, 아마존에는 챗GPT를 저자 또는 공동 저자로 기재하고 Midjourney와 같은 다른 AI 모델이 만든 삽화를 특징으로 하는 수백 권의 책이 등장했다. 아이린 솔라이만은 영국 중심주의의 증가에 대해 우려했다.
2023년 3월부터 4월까지 일 포글리오는 웹사이트에 매일 챗GPT 생성 기사를 게시하며 독자들을 위한 특별 콘테스트를 개최했다.
2023년 6월, 수백 명의 사람들이 독일 퓌르트의 성 바울 교회에서 "챗GPT 기반 교회 예배"에 참석했다. 이 예배를 주관한 신학자이자 철학자인 조나스 시머라인은 "약 98퍼센트가 기계로부터 나왔다"고 말했다. 챗GPT가 생성한 아바타는 사람들에게 "사랑하는 친구 여러분, 올해 독일 프로테스탄트 대회에서 첫 인공지능으로서 이 자리에 서서 여러분에게 설교하게 된 것을 영광으로 생각합니다"라고 말했다. 이 행사에 대한 반응은 엇갈렸다.
피터 루이시 감독이 제작하고 연출한 2024년 영화 <더 라스트 스크린라이터>는 챗GPT를 사용하여 작성되었으며, "AI가 전적으로 작성한 최초의 영화"로 홍보되었다.
가디언은 챗GPT 출시 이후 인터넷에서 발견되는 어떤 콘텐츠도 "정말 신뢰할 수 있는지" 의문을 제기하며 정부 규제를 촉구했다.

### 금융 시장
많은 기업들이 챗GPT와 유사한 챗봇 기술을 제품 제공에 도입했다. 이러한 변화는 기업 가치의 상당한 증가를 가져왔다. 로이터 통신은 이러한 급증이 챗GPT가 인공지능을 월가의 유행어로 만든 역할 때문이라고 분석했다. "챗GPT 효과"로 인해 곰 시장에 있는 광범위한 암호화폐 시장에도 불구하고 소매 투자자들이 AI 관련 암호화폐 자산 가격을 상승시켰고, 기관 투자자의 관심은 감소했다.
finder.com이 2023년 3월부터 4월까지 수행한 실험에 따르면, 챗GPT는 성장 이력 및 부채 수준과 같은 기준에 따라 주식을 선택하여 인기 있는 펀드 매니저들을 능가할 수 있었으며, 가상의 38개 주식 계좌에서 4.9%의 증가를 기록하여 평균 0.8% 손실을 기록한 10개 벤치마크 투자 펀드보다 뛰어난 성과를 보였다. 수십 년간 AI를 사용했음에도 불구하고, 월스트리트 전문가들은 AI를 통해 지속적으로 시장을 이기는 것이 제한적이고 잡음이 많은 금융 데이터 때문에 어렵다고 보고했다.

### 의학
의료 분야에서는 가능한 용도와 우려 사항이 전문 협회 및 개업의들의 면밀한 조사 대상이다. 두 초기 논문은 챗GPT가 미국 의학 면허 시험 (USMLE)을 통과할 수 있음을 나타냈다. 2023년 1월 MedPage Today는 "연구자들이 이러한 AI 프로그램이 의학 교육, 연구, 심지어 임상 의사 결정에서도 유용한 도구로 사용될 수 있다고 주장하는 여러 논문을 발표했다"고 언급했다.
2023년 2월에 발표된 두 개의 별도 논문은 USMLE를 사용하여 챗GPT의 의학 전문성을 다시 평가했다. 연구 결과는 JMIR Medical Education과 PLOS Digital Health에 발표되었다. PLOS Digital Health 논문의 저자들은 그 결과가 "대규모 언어 모델이 의학 교육 및 잠재적으로 임상 의사 결정에 도움이 될 수 있는 잠재력을 가지고 있음을 시사한다"고 밝혔다. JMIR Medical Education에서 다른 논문의 저자들은 "챗GPT가 의학 지식의 주요 역량 평가에서 의대생 3학년이 기대하는 수준으로 수행한다"고 결론 내렸다. 그들은 챗GPT가 학생들을 위한 "대화형 학습 환경"으로 사용될 수 있다고 제안한다. 연구원들의 프롬프트에 따라 AI 자체는 "이 연구는 챗GPT가 가상 의료 튜터로 사용될 잠재력이 있음을 시사하지만, 이 맥락에서 그 성능과 사용성을 추가로 평가하기 위해서는 더 많은 연구가 필요하다"고 결론 내렸다. 나중에 출시된 GPT-4 기반 챗GPT 버전은 GPT-3.5 기반 버전보다 훨씬 뛰어난 성능을 보였다. 스탠퍼드 대학교와 캘리포니아 대학교 버클리 캠퍼스의 연구원들은 GPT-3.5와 GPT-4의 USMLE 성능이 2023년 3월부터 2023년 6월까지 하락했다는 것을 발견했다.
2023년 3월 논문은 임상 독물학에서 챗GPT의 적용을 테스트했다. 저자들은 AI가 "해당 분야의 어떤 개업의도 놓칠 리 없는" 간단한 임상 사례 질문에 잘 답변했다고 밝혔다. 그들은 "챗GPT가 더욱 개발되어 의학에 특화되면 언젠가 덜 흔한 임상 사례에서도 유용할 수 있다"고 덧붙였다. 그들은 더 많은 임상의가 AI를 사용할 것으로 예상했으며, AI가 임상의를 대체할 것으로는 예상하지 않았다.
2023년 4월 라디올로지 연구에서는 유방암 선별검사에 대한 AI의 질문 답변 능력을 테스트했다. 저자들은 AI가 "약 88퍼센트의 시간 동안" 적절하게 답변했지만, 한 사례(예를 들어)에서는 약 1년 전에 구식이 된 조언을 제공했다. 답변의 포괄성도 부족했다. 같은 달 JAMA Internal Medicine에 발표된 연구에 따르면 챗GPT는 중재자들이 전문가의 의료 자격을 확인하는 레딧의 포럼인 /r/AskDocs에서 발견된 답변보다 더 나은 성능을 보였다. 연구 저자들은 이 도구가 의료 시스템과 통합되어 의사들이 환자 질문에 대한 답변 초안을 작성하는 데 도움이 될 수 있다고 제안한다.
란셋 감염병에 대한 서신에서 세 명의 항미생물제 전문가는 "임상 실습에서 챗GPT 구현의 가장 큰 장벽은 상황 인식, 추론, 일관성의 부족이다. 이러한 단점은 환자 안전을 위협할 수 있다"고 썼다. Physician's Weekly는 의료 분야에서 챗GPT의 잠재적 사용(예: "디지털 비서로서 환자 기록 정보 수집, 가족력, 증상, 검사 결과, 가능한 알레르기 등에 따른 환자 데이터 분류와 같은 다양한 관리 기능 수행")에 대해 논의하면서도, AI가 때때로 조작되거나 편향된 정보를 제공할 수 있다고 경고했다. 한 방사선과 의사는 "우리의 경험상 챗GPT가 주장을 뒷받침하기 위해 가짜 저널 논문이나 의료 컨소시엄을 만들어내기도 한다"고 경고했다. 메이오 클리닉 프로시딩스의 디지털 헬스 논문에 보고된 바와 같이, 챗GPT는 인용된 의학 참고 문헌의 최대 69%에 대해 이러한 행위를 할 수 있다. 연구원들은 챗GPT의 참고 문헌 중 상당수가 조작되었지만, 조작된 참고 문헌도 "속임수처럼 실제와 같았다"고 강조했다. 그러나 스티븐 휴즈 박사에 따르면 챗GPT는 과거 실수를 스스로 교정하도록 학습할 수 있다. 그는 또한 AI가 성 건강 주제에 대해 지나치게 보수적이라고 지적했다.
이전 연구 결과와는 달리, 챗GPT의 마취 관련 질문에 대한 답변은 바드에 비해 더 정확하고 간결하며 설명적이었다. 바드는 답변에서 30.3%의 오류율을 보인 반면, 챗GPT는 0%의 오류율을 보였다. 2023년 12월 미국 보건 시스템 약사 협회 회의에서 롱아일랜드 대학교 (LIU) 연구원들은 2022년부터 2023년까지 16개월 동안 LIU 약학대학의 약물 정보 서비스에 자주 제기된 45개 질문에 대한 챗GPT의 답변과 전문 약사들이 제공한 연구 답변을 비교한 연구를 발표했다. 데이터 기반 답변에 충분한 의학 문헌이 있는 39개 질문 중 29개에서 챗GPT는 직접적인 답변을 제공하지 못했거나 잘못되거나 불완전한 답변을 제공했다(일부 경우에는 답변대로 행동하면 환자의 건강을 위협할 수 있었다). 연구원들은 챗GPT에게 모든 답변에 대한 의학 연구 인용을 요청했지만, 챗GPT는 8개 질문에 대해서만 인용을 제공했으며, 8개 모두 최소 하나 이상의 가짜 인용을 포함하고 있었다.
2024년 1월 코헨 어린이 병원 연구원들이 수행한 연구에 따르면 GPT-4는 소아 의료 사례 진단에서 17%의 정확도를 보였다. 2024년 11월에 50명의 의사를 대상으로 한 질병 진단 연구에 따르면 GPT-4는 90%의 정확도를 달성한 반면, 의사들은 AI 도움 없이 74%, 챗봇을 사용할 때는 76%를 기록했다.

### 법률
2023년 1월, 매사추세츠주 상원의원 배리 파인골드와 하원의원 조시 S. 커틀러는 챗GPT가 부분적으로 작성한 법안인 "챗GPT와 같은 생성형 인공지능 모델을 규제하기 위해 챗GPT의 도움을 받아 작성된 법안"을 제안했다. 이 법안은 기업이 알고리즘과 데이터 수집 관행을 주 검찰총장실에 공개하고, 정기적인 위험 평가를 마련하며, 표절 방지에 기여하도록 요구할 것이었다. 이 법안은 나중에 표결 없이 의사록에서 삭제되었다.
2023년 4월 11일, 파키스탄의 한 재판소 판사는 13세 소년의 보석 여부를 결정하기 위해 챗GPT를 사용했다. 법원은 판결에서 챗GPT의 도움을 인용했다.
| “ | 파키스탄에서 13세 미성년자 피의자가 체포된 후 보석을 허가받을 수 있는가? | ” |

AI 언어 모델은 다음과 같이 답변했다.
| “ | 2018년 소년 사법 시스템 법률에 따르면, 12조에 따라 법원은 특정 조건 하에 보석을 허가할 수 있습니다. 그러나 13세 피의자가 체포 후 보석을 허가받을지 여부는 법원의 결정에 달려 있습니다. | ” |

판사는 해당 사건에 대해 챗GPT에 다른 질문을 하고 그 답변을 토대로 최종 결정을 내렸다.
2023년 5월 미국 뉴욕 남부 지방법원에 제기된 아비앙카 항공을 상대로 한 개인 상해 소송인 Mata v. Avianca, Inc. (22-cv-1461 (PKC), P. 케빈 캐슬 선임 판사가 주재)에서 원고의 변호인들은 챗GPT를 사용하여 법적 신청서를 작성했다. 챗GPT는 이 법적 신청서에 허구의 항공사와 관련된 수많은 가상의 법적 사례와 조작된 인용문 및 내부 인용을 생성했다. 캐슬 판사는 의견 요약에서 수많은 불일치를 발견하고, 한 사례의 법적 분석을 "알아들을 수 없는 말"이라고 일축했다. 원고의 변호인들은 이 신청서를 제출하고 챗GPT가 생성한 허구의 법적 판결을 진실된 것처럼 제시한 것에 대해 잠재적인 사법 제재와 변호사 자격 박탈에 직면했다. 이 사건은 기각되었고, 변호사들은 제재금으로 5,000달러를 부과받았다. 2024년 7월, 미국 변호사 협회는 변호사가 생성형 AI를 사용하는 것에 대한 첫 번째 공식 윤리 의견을 발표했다.
2023년 10월, 브라질 포르투알레그리 시의회는 라미로 로사리오 의원이 제안한 도난당한 수도 계량기 교체 비용에 대해 주민들을 면제하는 조례를 만장일치로 승인했으며, 이 법안은 11월 23일부터 발효되었다. 11월 29일, 로사리오는 이 법안이 챗GPT에 의해 전적으로 작성되었으며, 자신은 아무런 수정이나 챗봇 개입 사실을 밝히지 않고 나머지 의회에 제출했다고 밝혔다. 시의회 의장인 해밀턴 소스마이어는 처음에는 로사리오의 계획을 "위험한 선례"가 될 수 있다고 비판했으나, 나중에는 "생각을 바꿨다"며 "불행하게도, 또는 다행히도, 이것은 추세가 될 것"이라고 말했다.
2023년 12월, 영국의 First-tier Tribunal에서 세금 사건을 담당한 자체 변호 소송 당사자는 부동산 매각으로 인한 자본 이득세 미납에 대한 합리적인 변명이었다는 주장을 뒷받침하기 위해 일련의 환각 사례들을 인용했다. 판사는 존재하지 않는 법적 권위를 제출하는 것은 재판소와 HM Revenue and Customs가 "시간과 공적 자금을 낭비"하게 만들며, 이는 "다른 법원 이용자들이 항소 판결을 기다리는 동안 사건을 진행하는 데 사용할 수 있는 자원을 감소시킨다"고 경고했다.
케빈 뉴섬 미국 제11순회 항소법원 판사는 챗GPT의 사용을 지지하며 자신도 계약 해석 문제에 대한 판결을 결정하는 데 이 소프트웨어를 사용한다고 언급했다.

## 같이 보기
- 지능형 에이전트
- 인공지능의 윤리
- 생성문법

## 더 읽어보기
- Biswas, Som (2023년 4월 1일). 《ChatGPT and the Future of Medical Writing》. 《Radiology》 (영어) 307. e223312쪽. doi:10.1148/radiol.223312. ISSN 0033-8419. PMID 36728748. S2CID 256501098.
- Chang, Kent K.; Cramer, Mackenzie; Soni, Sandeep; Bamman, David (2023년 4월 28일). “Speak, Memory: An Archaeology of Books Known to ChatGPT/GPT-4”. arXiv:2305.00118 [cs.CL].
- Cowen, Tyler; Tabarrok, Alexander T. (March 17, 2023). 《How to Learn and Teach Economics with Large Language Models, Including GPT》 (영어). SSRN 4391863.
- Cowen, Tyler (2023년 3월 29일). “Jonathan GPT Swift on Jonathan Swift (Ep. 175): How well does GPT4 do pretending to be the 18th-century satirist?” (팟캐스트).
- Ouyang, Long;  외. (2022년 3월 4일). “Training language models to follow instructions with human feedback”. arXiv:2203.02155 [cs.CL].
- Liebrenz, Michael; Schleifer, Roman; Buadze, Anna; Bhugra, Dinesh; Smith, Alexander (February 2023). 《Generating scholarly content with ChatGPT: ethical challenges for medical publishing》. 《The Lancet Digital Health》 5. e105–e106쪽. doi:10.1016/s2589-7500(23)00019-5. ISSN 2589-7500. PMID 36754725. S2CID 256655912.
- Wolfram, Stephen (2023년 2월 14일). 《What Is ChatGPT Doing ... and Why Does It Work?》. 《Stephen Wolfram Writings》.
- Wolfram, Stephen (2023년 3월 23일). 《ChatGPT Gets Its "Wolfram Superpowers"!》. 《Stephen Wolfram Writings》.
- Bartholomew, Jem; Mehta, Dhrumil. “How the media is covering ChatGPT”. 《Columbia Journalism Review》 (영어). 2023년 5월 30일에 확인함.
- Zhao, Wayne Xin;  외. (2023). “A Survey of Large Language Models”. arXiv:2303.18223 [cs.CL].
- 프롬프트 엔지니어링 OpenAI 가이드